# HMS Khedive (D62)
Le porte-avions d'escorte USS Cordova (CVE-39) (à l'origine AVG-9, puis plus tard ACV-39) a été lancé le 27 décembre 1942 par Seattle-Tacoma Shipbuilding Corporation dans l'État de Washington. Il a été transféré au Royaume-Uni et mis en service le 25 août 1943 sous le nom de HMS Khédive (D62) pour la Royal Navy.

## Conception et description
Le porte-avions avait une longueur totale de 150 mètres, un faisceau de 21,2 mètres, tirant d'eau de 7,8 mètres et un déplacement de 15 390 tonnes. Il était propulsé par une hélice, deux chaudières et une turbine à vapeur de 9 350 chevaux, propulsant le navire à 16,5 nœuds (31 km/h) et transportant 3 290 tonnes de gasoil. Leur équipage est composé de 646 hommes.

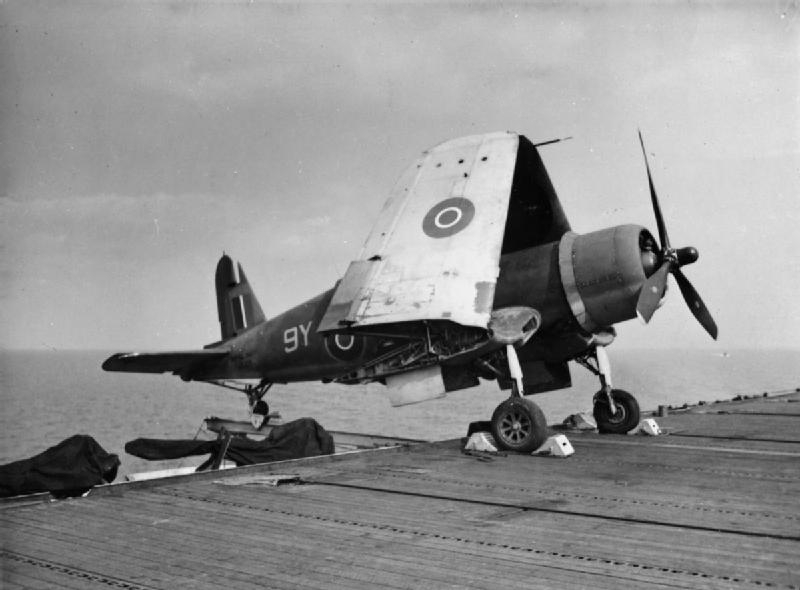
Corsair sur le pont du HMS Khédive.

Les installations aéronautiques comprenaient une petite commande combinée pont-vol du côté tribord , deux ascenseurs pour aéronefs de 43 pieds (13,1 m) sur 34 pieds (10,4 m), une catapulte d'avion et neuf fils d'arrêt. Les aéronefs pourraient être logés dans le hangar de 260 pieds (79,2 m) sur 62 pieds (18,9 m) sous le poste de pilotage.
Son armement comprenait 2 canons de 5 pouces/38 calibres, de 4 pouces/50 calibres ou de 5 pouces/51 calibres, 8 mitrailleuses double 40 mm Bofors, 14 mitrailleuses double 20 mm Oerlikon. Il pouvait accueillir 24 avions, dont des Grumman F4F Wildcat, des Chance Vought F4U Corsair ou Hawker Hurricane et des bombardiers-torpilleurs Fairey Swordfish ou des Grumman TBF Avenger.

## Service

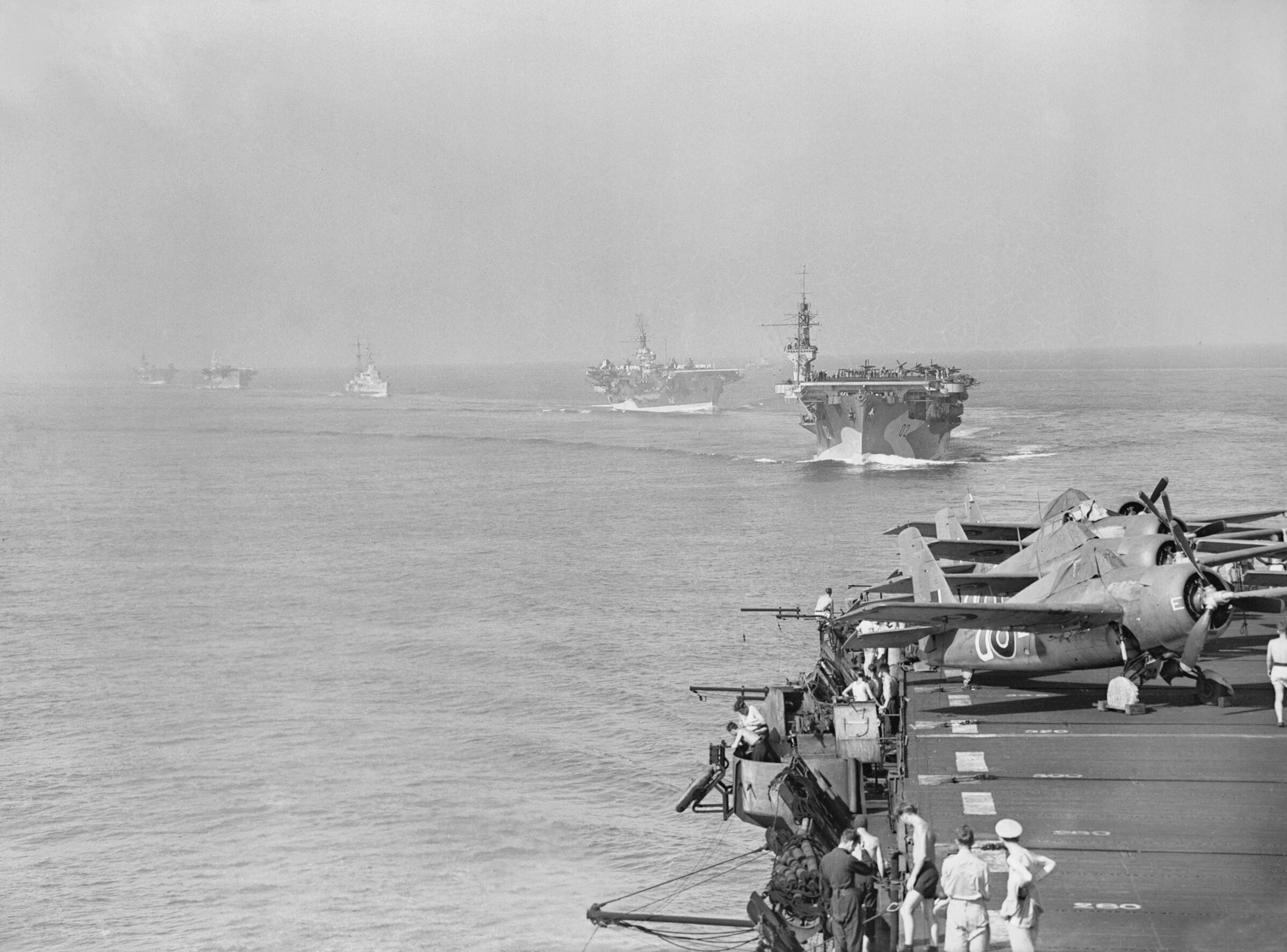
Lors du débarquement de Provence.

Khédive a servi de navire de commandement pour l'invasion du sud de la France en août 1944 lors du débarquement de Provence (opération Anvil Dragoon).
D'avril à août 1945, il était avec la flotte des Indes orientales dans le cadre de la 21st Aircraft Carrier Squadron (en). Il a participé au sein de la Force 63 commandé par Arthur Power à l'opération Sunfish, avec le HMS Emperor, au bombardement aérien de l'île Sabang et de Port Blair. Puis, avec les HMS Stalker et HMS Ameer, à l'opération Balsam contre les aérodromes de Lhokseumawe, Medan et Binjai occupés par les forces japonaises.
Khédive devait participer à l'invasion de Singapour en septembre 1945, baptisée opération Tiderace. Mais avec la capitulation japonaise, il a été simplement déployé sur l'île pour la sécurité. Il a été renvoyé aux États-Unis le 26 janvier 1946 et vendu au service marchand le 23 janvier 1947 sous le nom de Rempang(plus tard Daphné). Il a été vendu à la ferraille en Espagne en 1975.